# شرف الدين بن الرحبي
أبو الحسن علي بن يوسف بن حيدرة بن الحسن الرحبي (583-667 هـ) حكيم إمام عالم، كان مولده في دمشق، وكان قد سلك حذو أبيه، واقتفى ما كان يقتفيه، وهو أشبة به خلقاً وخُلقاً وطرائق، لم يزل متوفراً على قراءة الكتب وتحصيلها، ونفسه تشرئب إلى طلب الفضائل وتفصيلها، وله تدقيق في الصناعة الطبية وتحقيق لمباحثها الكلية والجزئية، وله في الطب كتب مؤلفة وحواش متفرقة، واشتغل بصناعة الطب على أبيه، وقرأ أيضاً على الشيخ موفق الدين عبد اللطيف بن يوسف البغدادي، وحرر عليه كثيراً من العلوم، ولا سيما من تصانيف الشيخ موفق الدين البغدادي، واشتغل أيضاً بالأدب على الشيخ علم الدين السخاوي وعلى غيره من العلماء، وقد أتقن علم الأدب إتقاناً لا مزيد عليه، ولا يشاركه أحد فيه، وله فطرة جيدة في قول الشعر، وأحب ما إليه التخلي مع نفسه، والملازمة لقراءته ودرسه، والاطلاع على آثار القدماء، والانتفاع بمؤلفات الحكماء، وكان نزيه النفس، عالي الهمة لم يؤثر التردد إلى الملوك ولا إلى أرباب الدولة، وخدم مدة في البيمارستان الكبير الذي أنشأه الملك العادل نور الدين زنكي، ولما وقف مهذب الدين عبد الرحيم بن علي الدار التي له بدمشق، وجعلها مدرسة يدرس فيها صناعة الطب وينتفع المسلمون بقراءتهم فيها وأوصي أن يكون مدرسها شرف الدين بن الرحبي لما قد تحقق من علمه وفهمه، فتولى التدريس.
توفي شرف الدين بن الرحبي في دمشق ودفن في جبل قاسيون، وكانت وفاته في الليلة التي صباحها يوم الجمعة حادي عشر المحرم بعلّة ذات الجنب.
لشرف الدين بن الرحبي من الكتب: كتاب في خلق الإنسان وهيئة أعضائه ومنفعتها، لم يسبق إلى مثله، وحواش على كتاب القانون لابن سينا، حواش على شرح ابن أبي صادق لمسائل حنين.